# Stazione di Stazzano-Serravalle
La stazione di Stazzano-Serravalle era una stazione ferroviaria posta sulla linea Tortona-Arquata Scrivia. Posta nel centro abitato di Serravalle Scrivia in frazione Lastrico, serviva anche la limitrofa Stazzano.

## Storia
La stazione di Stazzano-Serravalle entrò in servizio il 1º ottobre 1916, con l'attivazione della linea "direttissima" da Tortona ad Arquata Scrivia.
Nel 2006 venne declassata a fermata. Venne soppressa il 15 giugno 2008.
È nella lista delle stazioni impresenziate che vengono concesse in comodato d'uso gratuito a comuni o associazioni per il riutilizzo.